# Dasyornis broadbenti
Dasyornis broadbenti е вид птица от семейство Dasyornithidae.

## Разпространение
Видът е разпространен в Австралия.